# Grasski-Juniorenweltmeisterschaft 2010
Die Grasski-Juniorenweltmeisterschaft 2010 fand vom 3. bis 6. August in Dizin im Iran statt. Das Skigebiet war bereits Austragungsort der Weltmeisterschaft 2005.

## Teilnehmer
40 Sportler (31 Herren und neun Damen) aus acht Ländern nahmen an der Juniorenweltmeisterschaft teil (in Klammer die Anzahl der Männer und der Frauen):
- Deutschland (4 + 0)
- Iran (10 + 3)
- Italien (3 + 0)
- Japan (1 + 1)
- Österreich (6 + 3)
- Schweiz (2 + 0)
- Slowakei (1 + 1)
- Tschechien (4 + 1)

Die erfolgreichsten Teilnehmer waren die Slowakin Barbara Míková und der Österreicher Jakob Rest mit jeweils zwei Goldmedaillen; Míková gewann zudem noch eine Silber- und eine Bronzemedaille.

## Medaillenspiegel
| Platz | Land       | Gold | Silber | Bronze | Gesamt |
| ----- | ---------- | ---- | ------ | ------ | ------ |
| 1     | Slowakei   | 3    | 3      | 1      | 7      |
| 2     | Österreich | 3    | 2      | 1      | 6      |
| 3     | Japan      | 1    | 1      | 2      | 4      |
|       | Tschechien | 1    | 1      | 2      | 4      |
| 5     | Iran       | –    | 1      | 2      | 3      |

## Ergebnisse Herren

### Slalom
| Platz | Name                 | Land | Zeit    |
| ----- | -------------------- | ---- | ------- |
| 01    | Timotej Oravec       | SVK  | 51,01 s |
| 02    | Mahdi Sologhani      | IRN  | 51,11 s |
| 03    | Lukáš Kolouch        | CZE  | 51,21 s |
| 04    | Florian Sauer        | GER  | 51,23 s |
| 05    | Seyed Morteza Jafari | IRN  | 52,04 s |
| 06    | Nicholas Anziutti    | ITA  | 52,29 s |
| 07    | Michal Pohl          | CZE  | 52,47 s |
| 08    | Marcel Knapp         | GER  | 54,47 s |
| 09    | Šimon Vojta          | CZE  | 55,39 s |
| 10    | Lorenzo Martini      | ITA  | 56,01 s |

Datum: 4. August 2010

Startzeit: 10:30 Uhr / 15:00 Uhr

Start: 2695 m, Ziel: 2615 m

Höhenunterschied: 80 m

Kurssetzer: 1. Lauf: Clemens Caderas (SUI), 2. Lauf: Daniel Mačát (CZE)

Tore 1. Lauf: 29, Tore 2. Lauf: ?

Wetter: sonnig

Temperatur: 18 °C

Gewertet: 15 von 31 Läufern

### Riesenslalom
| Platz | Name                | Land | Zeit    |
| ----- | ------------------- | ---- | ------- |
| 01    | Jakob Rest          | AUT  | 54,28 s |
| 02    | Timotej Oravec      | SVK  | 54,30 s |
| 03    | Lukáš Kolouch       | CZE  | 54,60 s |
| 04    | Michal Pohl         | CZE  | 54,77 s |
| 05    | Florian Sauer       | GER  | 54,96 s |
| 06    | Nicholas Anziutti   | ITA  | 55,21 s |
| 07    | Nico Balek          | AUT  | 55,49 s |
| 08    | Daniel Gschwandtner | AUT  | 55,90 s |
| 09    | Šimon Vojta         | CZE  | 56,09 s |
| 10    | Christoph Schranz   | AUT  | 56,61 s |

Datum: 6. August 2010

Start: 2725 m, Ziel: 2615 m

Höhenunterschied: 110 m

Kurssetzer: 1. Lauf: Seyed Javad Seyd (IRN), 2. Lauf: Erich Horvath (AUT)

Tore 1. Lauf: 18, Tore 2. Lauf: 18

Wetter: sonnig

Temperatur: 18 °C

Gewertet: 23 von 31 Läufern

### Super-G
| Platz | Name                 | Land | Zeit    |
| ----- | -------------------- | ---- | ------- |
| 01    | Lukáš Kolouch        | CZE  | 24,41 s |
| 02    | Timotej Oravec       | SVK  | 24,56 s |
| 03    | Mahdi Sologhani      | IRN  | 24,87 s |
| 04    | Michal Pohl          | CZE  | 24,90 s |
| 05    | Jakob Rest           | AUT  | 24,91 s |
| 06    | Nicholas Anziutti    | ITA  | 24,98 s |
| 07    | Seyed Morteza Jafari | IRN  | 24,99 s |
| 08    | Daniel Gschwandtner  | AUT  | 25,11 s |
| 09    | Florian Sauer        | GER  | 25,15 s |
| 10    | Andreas Guttmann     | AUT  | 25,21 s |

Datum: 5. August 2010

Start: 2725 m, Ziel: 2615 m

Höhenunterschied: 110 m

Kurssetzer: Roberto Parisi (ITA)

Tore: 13

Wetter: sonnig

Temperatur: 18 °C

Gewertet: 30 von 31 Läufern

### Super-Kombination
| Platz | Name                 | Land | Zeit    |
| ----- | -------------------- | ---- | ------- |
| 01    | Jakob Rest           | AUT  | 51,72 s |
| 02    | Lukáš Kolouch        | CZE  | 52,20 s |
| 03    | Seyed Morteza Jafari | IRN  | 53,06 s |
| 04    | Hannes Angerer       | AUT  | 53,21 s |
| 05    | Mahdi Sologhani      | IRN  | 53,30 s |
| 06    | Michal Pohl          | CZE  | 53,73 s |
| 07    | Nicholas Anziutti    | ITA  | 53,96 s |
| 08    | Martin Soltík        | CZE  | 54,09 s |
| 09    | Daniel Gschwandtner  | AUT  | 54,27 s |
| 10    | Nico Balek           | AUT  | 54,57 s |

Datum: 3. August 2010

Startzeit: Super-G 10:30 Uhr / Slalom 15:00 Uhr

Start: 2725 m, Ziel: 2615 m

Höhenunterschied: 110 m

Kurssetzer: Super-G: Clemens Caderas (SUI), Slalom: Erich Horvath (AUT)

Tore Super-G: 14, Tore Slalom: 29

Wetter: sonnig

Temperatur: 18 °C

Gewertet: 24 von 31 Läufern

## Ergebnisse Damen

### Slalom
| Platz | Name                  | Land | Zeit        |
| ----- | --------------------- | ---- | ----------- |
| 1     | Mari Nikami           | JPN  | 56,26 s     |
| 2     | Barbara Míková        | SVK  | 56,73 s     |
| 3     | Nicole Gerlach        | AUT  | 1:00,83 min |
| 4     | Petra Ivánková        | CZE  | 1:02,45 min |
| 5     | Jacqueline Gerlach    | AUT  | 1:07,64 min |
| 6     | Samaneh Beirami Baher | IRN  | 1:31,18 min |
| 7     | Parisa Shahmoradpour  | IRN  | 1:38,42 min |

Datum: 4. August 2010

Startzeit: 10:30 Uhr / 15:00 Uhr

Start: 2695 m, Ziel: 2615 m

Höhenunterschied: 80 m

Kurssetzer: 1. Lauf: Clemens Caderas (SUI), 2. Lauf: Daniel Mačát (CZE)

Tore 1. Lauf: 29, Tore 2. Lauf: ?

Wetter: sonnig

Temperatur: 18 °C

Gewertet: 7 von 9 Läuferinnen

### Riesenslalom
| Platz | Name                 | Land | Zeit        |
| ----- | -------------------- | ---- | ----------- |
| 1     | Barbara Míková       | SVK  | 56,62 s     |
| 2     | Jacqueline Gerlach   | AUT  | 58,12 s     |
| 3     | Mari Nikami          | JPN  | 58,16 s     |
| 4     | Daniela Krückel      | AUT  | 1:02,29 min |
| 5     | Petra Ivánková       | CZE  | 1:10,03 min |
| 6     | Nicole Gerlach       | AUT  | 1:13,45 min |
| 7     | Parisa Shahmoradpour | IRN  | 1:13,90 min |

Datum: 6. August 2010

Start: 2725 m, Ziel: 2615 m

Höhenunterschied: 110 m

Kurssetzer: 1. Lauf: Seyed Javad Seyd (IRN), 2. Lauf: Erich Horvath (AUT)

Tore 1. Lauf: 18, Tore 2. Lauf: 18

Wetter: sonnig

Temperatur: 18 °C

Gewertet: 7 von 9 Läuferinnen

### Super-G
| Platz | Name                  | Land | Zeit    |
| ----- | --------------------- | ---- | ------- |
| 1     | Barbara Míková        | SVK  | 25,60 s |
| 2     | Jacqueline Gerlach    | AUT  | 26,19 s |
| 3     | Mari Nikami           | JPN  | 26,34 s |
| 4     | Nicole Gerlach        | AUT  | 27,04 s |
| 5     | Daniela Krückel       | AUT  | 27,44 s |
|       | Petra Ivánková        | CZE  | 27,44 s |
| 7     | Samin Davari          | IRN  | 27,48 s |
| 8     | Parisa Shahmoradpour  | IRN  | 34,05 s |
| 9     | Samaneh Beirami Baher | IRN  | 34,25 s |

Datum: 5. August 2010

Start: 2725 m, Ziel: 2615 m

Höhenunterschied: 110 m

Kurssetzer: Roberto Parisi (ITA)

Tore: 13

Wetter: sonnig

Temperatur: 18 °C

Gewertet: 9 von 9 Läuferinnen

### Super-Kombination
| Platz | Name                  | Land | Zeit        |
| ----- | --------------------- | ---- | ----------- |
| 1     | Jacqueline Gerlach    | AUT  | 56,06 s     |
| 2     | Mari Nikami           | JPN  | 1:05,63 min |
| 3     | Barbara Míková        | SVK  | 1:12,54 min |
| 4     | Nicole Gerlach        | AUT  | 1:13,60 min |
| 5     | Daniela Krückel       | AUT  | 1:21,14 min |
| 6     | Samin Davari          | IRN  | 1:23,51 min |
| 7     | Samaneh Beirami Baher | IRN  | 1:27,18 min |
| 8     | Petra Ivánková        | CZE  | 1:31,25 min |
| 9     | Parisa Shahmoradpour  | IRN  | 1:46,16 min |

Datum: 3. August 2010

Startzeit: Super-G 10:30 Uhr / Slalom 15:00 Uhr

Start: 2725 m, Ziel: 2615 m

Höhenunterschied: 110 m

Kurssetzer: Super-G: Clemens Caderas (SUI), Slalom: Erich Horvath (AUT)

Tore Super-G: 14, Tore Slalom: 29

Wetter: sonnig

Temperatur: 18 °C

Gewertet: 9 von 9 Läuferinnen